# Kateřina Aragonská
Kateřina Aragonská (také psáno jako Katherine, historicky španělsky: Catharina, dnes: Catalina; 16. prosince 1485 Alcalá de Henares – 7. ledna 1536 zámek Kimbolton) byla anglickou královnou jako první manželka krále Jindřicha VIII. od jejich sňatku 11. června 1509 až do jeho anulace 23. května 1533. Byla také princeznou z Walesu během krátkého manželství s Jindřichovým starším bratrem Arturem, princem z Walesu, než ten zemřel.
Kateřina se narodila v arcibiskupském paláci v Alcalá de Henares jako nejmladší dítě Isabely I. Kastilské a Ferdinanda II. Aragonského. Ve třech letech byla zasnoubena s Arturem, nejstarším synem anglického krále Jindřicha VII. Vzali se v roce 1501, ale Artur zemřel o pět měsíců později. Kateřina strávila několik let v nejistotě, a během této doby zastávala v roce 1507 funkci velvyslankyně aragonské koruny v Anglii – šlo o první známý případ ženy ve funkci velvyslance v evropské historii. Po nástupu Jindřicha VIII. na trůn v roce 1509 se za něj krátce poté provdala. V roce 1513, během Jindřichovy vojenské výpravy do Francie, po dobu šesti měsíců zastávala funkci regentky Anglie. Během této doby Angličané porazili skotskou invazi v bitvě u Floddenu, v níž Kateřina sehrála důležitou roli, mimo jiné i emotivním projevem o odvaze a vlastenectví.
K roku 1526 byl Jindřich zamilovaný do Anny Boleynové a nespokojený s tím, že mu manželství s Kateřinou nepřineslo žádného přeživšího syna. Jejich jediným potomkem byla dcera Marie, která se stala dědičkou trůnu v době, kdy nebyl žádný pevně daný precedens pro ženu na anglickém trůně. Jindřich se pokusil o anulaci manželství, čímž spustil události, které vedly k odtržení Anglie od katolické církve. Když papež Klement VII. odmítl manželství anulovat, Jindřich se postavil proti papeži a prohlásil se za nejvyššího představitele církve v Anglii. V roce 1533 bylo jejich manželství prohlášeno za neplatné a Jindřich se na základě rozhodnutí anglického kléru, bez ohledu na papeže, oženil s Annou. Kateřina však odmítla uznat Jindřichovu náboženskou autoritu a považovala se nadále za jeho právoplatnou manželku a královnu, čímž si získala velké sympatie veřejnosti. Přesto ji Jindřich uznával pouze jako vdovu po princi z Walesu. Po vyhnání od dvora žila Kateřina zbytek svého života na Kimboltonském zámku, kde v lednu 1536 zemřela na rakovinu. Anglický lid ji velmi ctil a její smrt vyvolala v zemi velký smutek. Její dcera Marie se v roce 1553 stala první nepopiratelnou panovnicí Anglie.
Kateřina si objednala dílo De institutione feminae christianae od Juana Luise Vivese, který knihu – tehdy kontroverzní – věnoval královně v roce 1523. Takový dojem na lidi udělala, že i její nepřítel Thomas Cromwell o ní řekl: „Kdyby nebyla žena, mohla by čelit všem hrdinům dějin.“ Úspěšně prosila o milost pro povstalce zapojené do nepokojů během takzvaného „Zlého májového dne“, a to kvůli jejich rodinám, a také si získala všeobecný obdiv tím, že zahájila rozsáhlý program pomoci chudým. Kateřina byla mecenáškou renesančního humanismu a přítelkyní významných učenců jako Erasmus Rotterdamský a Thomas More.

## Mládí a sňatek s princem zWalesu Arturem
Narodila se v arcibiskupském paláci v Alcalá de Henares u Madridu jako nejmladší z pěti dětí španělských panovníků Ferdinanda II. Aragonského a Isabely I. Kastilské. Už v roce 1489 byla uzavřena smlouva mezi anglickým a španělským dvorem o sňatku tehdy tříleté Kateřiny s teprve dvouletým následníkem anglického trůnu Arturem Tudorem, synem krále Jindřicha VII.
Kateřina Aragonská byla bílé pleti, plavovlasá a modrooká jako všichni z rodu Trastámarů, kteří pocházeli od anglické princezny Kateřiny z Lancesteru. V září roku 1501 opustila Španělsko a nastoupila cestu po moři za svým budoucím manželem. 14. listopadu 1501 se v Londýně konala svatba mezi patnáctiletou španělskou princeznou a o rok mladším Arturem. Po svatbě manželé pobývali na hradě Ludlow, který Arturovi jako princi z Walesu náležel. Krátce na to oba mladí manželé těžce onemocněli horečnatým onemocněním, patrně hemoragickou horečkou. Zatímco tělesně vyspělá Kateřina nemoc přestála, její drobný manžel jí podlehl a Kateřina se stala po čtyřech měsících manželství vdovou.

## Manželství s Jindřichem VIII.

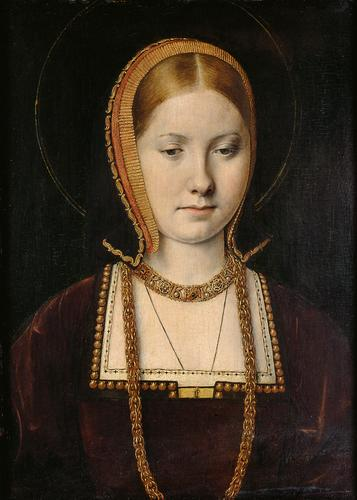
Portrét Kateřiny Aragonské od Michaela Sittowa, cca 1502

Kateřinin otec do té doby nevyplatil Jindřichovi VII. věno své dcery a nyní, když Kateřina ovdověla, odmítal je vyplatit tím spíš. Anglický král se ale nechtěl věna vzdát a Kateřina musela zůstat v Anglii. Bylo jí souzeno čekat, až doroste nový následník trůnu, o šest let mladší princ z Walesu Jindřich a ona se bude moci provdat za něj. Situace se ale pro Kateřinu nevyvíjela dobře. Když zemřela její matka Isabela Kastilská, rozhodl se Jindřich VII. najít pro svého syna vhodnější nevěstu, jelikož sňatek s Kateřinou už se mu nezdál tak výhodný. Kateřina se ocitla ve velmi nepříjemné situaci. Král jí sdělil, že od této chvíle nemá vůči ní žádné závazky a přestal jí poskytovat finanční podporu. Po čase dokonce odmítl dodávat na její malý soukromý dvůr také jídlo a finanční prostředky na vydržování služebnictva. Zoufalá Kateřina prosila v dopisech svého otce, aby jí finančně vypomohl.
Po dlouhém období nejistoty se situace obrátila v Kateřinin prospěch ve chvíli, kdy král Jindřich VII. 21. dubna 1509 zemřel. Trůnu se ujal jeho syn Jindřich VIII., který byl pevně rozhodnut vzít si za manželku právě Kateřinu, kterou již od dětství obdivoval. Navíc se v Evropě tehdy nenacházela jiná, stejně urozená nevěsta ve vhodném věku. Pro tento sňatek bylo však zapotřebí dispensu papeže, jelikož si Kateřina měla vzít bratra svého zemřelého manžela, což jinak nebylo přípustné. Papež Julius II. dispens udělil poté, co budoucí nevěsta prohlásila, že předchozí manželství nebylo naplněno. Král Jindřich VIII. si vzal Kateřinu za manželku 11. června 1509.
Kateřina byla v zemi oblíbená už jako princezna, proto poddaní s mladou královnu soucítili i v jejím dalším utrpení. V roce 1510 porodila mrtvé dítě, o rok později zemřel ani ne dvouměsíční syn, narozený 1. ledna 1511, princ Jindřich. Kateřina následně prodělala ještě několik potratů a porod dalšího mrtvého syna. V únoru 1516 nakonec přivedla na svět dceru Marii, pozdější královnu Marii I. V roce 1518 však Kateřina opět potratila.
Manželství bylo poměrně šťastné pro oba dva (s občasnými královými nevěrami) po dobu 18 let, dokud se král nezačal vážně zabývat problémem nutnosti mít mužského potomka, následníka trůnu, a zřejmým koncem královniny plodnosti. Bylo zřejmé, že od Kateřiny se již dědice nedočká, a proto se rozhodl vdovy po bratrovi zbavit. Papež se však postavil za Kateřinu a proti rozvodu. Kateřina se rozhodla bojovat za zachování svého manželství všemi prostředky a pomoc hledala u svého synovce, císaře Svaté říše římské a španělského krále Karla V., který byl v té době nejmocnějším panovníkem Evropy. Ten také vyvíjel tlak na papeže, aby rozvod v žádném případě nepovolil. Stejně silný tlak byl však na papeže činěn i ze strany anglického krále, za kterého vyjednával jeho kancléř, kardinál Thomas Wolsey. Jindřich VIII. tvrdil, že když si Kateřinu bral, nebyla již pannou, což znamená, že její první manželství s jeho bratrem Arturem Tudorem bylo naplněno a druhé manželství je tedy neplatné.

## Královský rozvod a stáří
Dne 25. ledna 1533 se Jindřich VIII. tajně oženil se svou milenkou Annou Boleynovou. Sňatek s Kateřinou zrušil parlament 23. května 1533 a následně (údajně pod nátlakem) i anglické duchovenstvo bez souhlasu papeže. Dcera Marie se tak stala nemanželskou.
7. září 1533 nová královna Anna Boleynová Jindřichovi porodila dceru, pozdější anglickou panovnici Alžbětu I., a v březnu 1534 papež Klement VII. schválil Jindřichův rozvod s Kateřinou. Přesto byl panovníkův rozkol s římsko-katolickou církví již neodvratný a postupně se upevňovalo postavení anglikánské církve, jejíž hlavou se prohlásil sám král.
Kateřina Aragonská prožila nezáviděníhodný život plný útrap a nespravedlnosti. Až do konce bojovala o zajištění práv své dcery Marie. Zemřela 7. ledna 1536 na zámku Kimbolton.
Syna, pozdějšího Eduarda VI., se král dočkal ze svazku s Janou Seymourovou. Eduard však zemřel v šestnácti letech. Na anglický trůn pak nastoupila Kateřinina dcera jako královna Marie I.

## Smrt, pohřeb a hrob

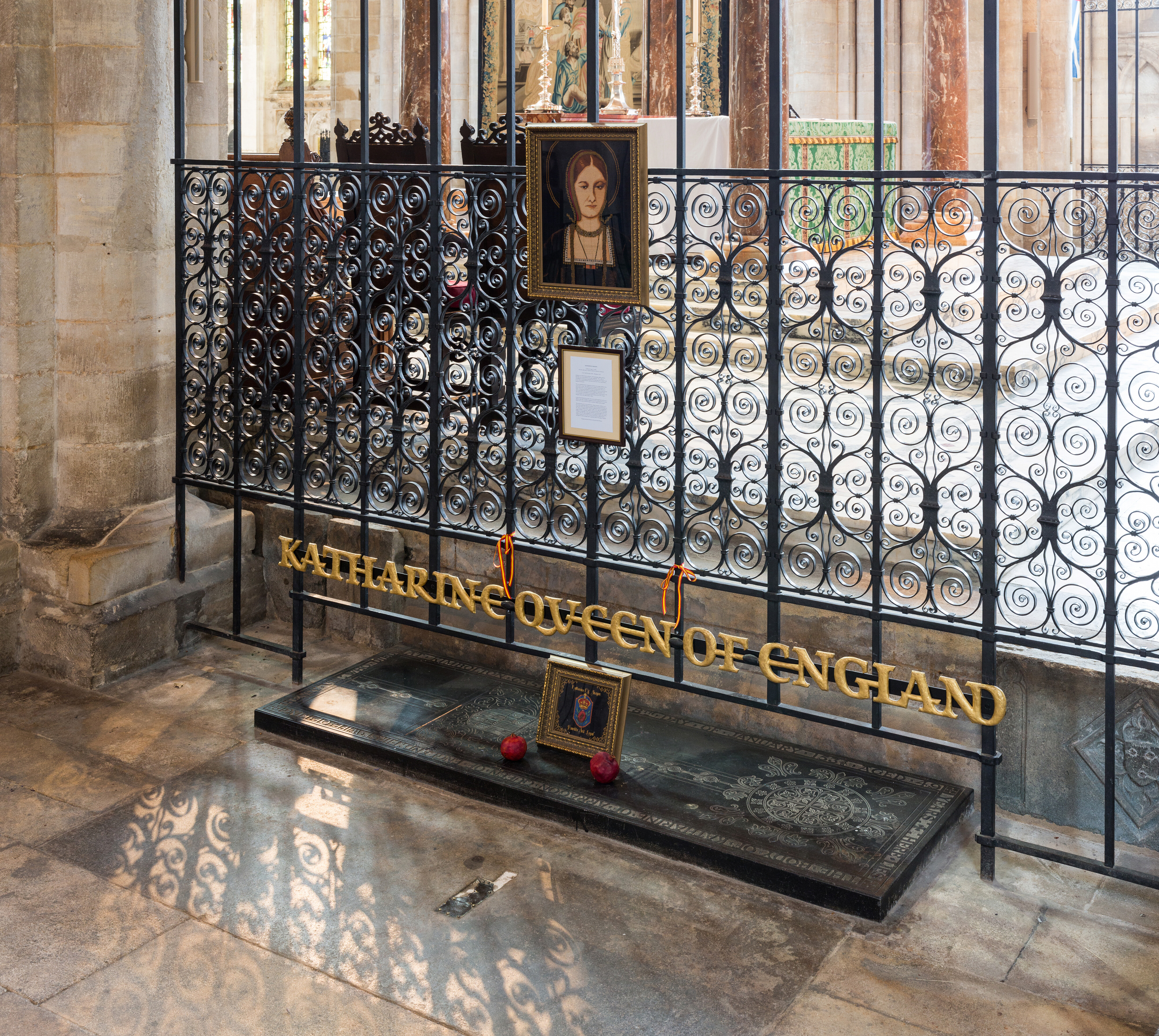
Hrob Kateřiny Aragonské v chóru katedrály v Petersborough

Kateřina zemřela na Kimboltonském zámku dne 7. ledna 1536. Následující den se zpráva o její smrti dostala ke králi. V té době kolovaly zvěsti, že byla otrávena, možná Gregorym di Casale. Podle kronikáře Edwarda Halla si Anna Boleynová během období smutku oblékla žlutou barvu, což bylo interpretováno různě; Polydor Vergilius to chápal jako projev toho, že Anna nesmutnila. Velvyslanec Eustachius Chapuys však uvedl, že to byl samotný král Jindřich, kdo se oblékl do žluté, oslavoval zprávu o smrti Kateřiny a okázale předváděl svou a Anninu dceru Alžbětu dvořanům. Mnozí to považovali za nevkusné a vulgární. Podle jiné teorie byla žlutá zvolena jako projev úcty, protože měla být ve Španělsku barvou smutku.
Je však doloženo, že později téhož dne Jindřich i Anna individuálně a v soukromí nad Kateřininou smrtí plakali. V den Kateřinina pohřbu Anna Boleynová potratila syna. To vyvolalo nové fámy, že Kateřina byla otrávena Annou, Jindřichem nebo oběma. Tyto spekulace zesílily poté, co při balzamování jejího těla bylo údajně zjištěno, že její srdce bylo černé, což mohlo být důsledkem otravy. Moderní lékařští odborníci se však shodují, že zabarvení jejího srdce nebylo způsobeno otravou, ale rakovinou – což tehdejší medicína nechápala.
Místo pohřbu v opatství Petersborough zvolil král Jindřich VIII., ten také pohřeb zaplatil a vybral loajálního řečníka, sám se však pohřbu princezny vdovy z Walesu nezúčastnil. Procesí 600 černě oděných žen organizovala neteř krále Jindřicha VIII. Eleanor Brandonová Původní prostý hrob byl považován za dehonestující, rakev byla za vlády Kateřininy dcery Marie Tudorovny vyzvednuta a přenesena do ochozu katedrály v Petersborough, kde byl vztyčen monumentální pomník, o století později zničený žoldnéři Olivera Cromwella během občanské války.
Současný hrob v katedrále v Peterborough (středovýchodní Anglie) kryje starý náhrobní kámen v podlaze ochozu a druhý náhrobek z černého mramoru s rytými znaky a nápisy z viktoriánského období, postavený při opravách katedrály v roce 1891 z prostředků katolických dam z Anglie, Skotska, Irska, Austrálie a Ameriky.

## Potomci
- 1. mrtvě narozená dcera (*/† 31. 1. 1510)[12]
- 2. Jindřich (1. 1. 1511 Londýn – 22. 2. 1511 tamtéž), vévoda z Cornwallu[13]
- 3. syn (*/† 17. 9. 1513)[14]
- 4. syn (*/† listopad 1514)[15]
- 5. Marie (18. 2. 1516 Londýn – 17. 11. 1558 tamtéž), královna Anglie a Irska od roku 1553 až do své smrti[16]
⚭ 1554 Filip II. Španělský (21. 5. 1527 Valladolid – 13. 9. 1598 El Escorial), král španělský, neapolský, sicilský, portugalský a chilský[17]
- 6. mrtvě narozená dcera (*/† 10. 11. 1518 Londýn)[18]

## Náboženství a kultura
Kateřina byla vzdělaná v kultuře, náboženství, filozofii a historii, znala kromě rodné španělštiny angličtinu, francouzštinu a latinu. Patřila k nemonohým představitelkám renesančního humanismu, podporovala na svém dvoře Thomase Morea, korespondovala s Erasmem Rotterdamským, podporovala univerzitní koleje v Cambridge a v Oxfordu, objednala si u Juana Luise Vivese knihu Vzdělání křesťanské ženy, kterou jí autor v roce 1523 v úvodu připsal. Současníci ji shodně hodnotili jako úspěšnou a aktivní organizátorku, političku a podporovatelku práv utiskovaných a chudých. I její nepřítel Thomas Cromwell o ní řekl: „Nebýt ženou, patřila by k nejvýznamnějším hrdinům historie.“ Úspěšně intervenovala za odsouzené londýnské rebely a řídila program na pomoc chudým. Byla velmi zbožnou katoličkou, jejím osobním kaplanem byl Thomas Abell. Neuzavírala se do bigotní omezenosti, odmítala reformní učení Martina Luthera, ale souhlasila s některými názory Filipa Melanchthona, v Anglii tolerovala islám.
Poslední dva roky života strávila v osamění na zámku Kimbolton, vstoupila jako sestra do třetího řádu sv. Františka, denně se modlila ve své kapli, do které vstupovala jako kajícnice oděná jen v hrubém vlněném rouchu ( kutně cilicium). Odepření mužských potomků chápala jako Boží trest.

## Zajímavosti
- Známá je pověst o tom, že Jindřich Kateřinu před svatbou vyzpovídal, což měl učinit bez jejího vědomí.
- Po rozvodu byla titulována princeznou vdovou waleskou

## Odkaz, paměť a historiografie

### Místa a sochy
- V Alcalá de Henares, místě Kateřinina narození, je v Arcibiskupském paláci k vidění socha Kateřiny jako mladé ženy držící růži a knihu.
- Peterborough je partnerským městem španělského města Alcalá de Henares, které se nachází v Madridském společenství. Školy z obou měst navazují partnerství a umělci přijeli z Alcalá de Henares, aby namalovali Kateřinin náhrobek.
- Mnoho míst v Ampthillu je pojmenováno po Kateřině. V Ampthill Great Park je kříž pojmenovaný „Kříž královny Kateřiny“ na její počest. Je na místě hradu, kam byla poslána po rozvodu s králem.
- Vědecký a matematický blok Kimbolton School se nazývá QKB neboli Queen Katherine Building.

## Vývod z předků
|                    |                              |  |                  |                            |  |  |  |  |  |  |  | Jan I. Kastilský |
|                    |                              |  |                  |                            |  |  |  |  |  |  |  |                  |
|                    | Ferdinand I. Aragonský       |  |                  |                            |  |  |  |  |  |  |  |                  |
|                    |                              |  |                  |                            |  |  |  |  |  |  |  |                  |
|                    |                              |  |                  | Eleonora Aragonská         |  |  |  |  |  |  |  |                  |
|                    |                              |  |                  |                            |  |  |  |  |  |  |  |                  |
|                    | Jan II. Aragonský            |  |                  |                            |  |  |  |  |  |  |  |                  |
|                    |                              |  |                  |                            |  |  |  |  |  |  |  |                  |
|                    |                              |  |                  | Sancho Kastilský           |  |  |  |  |  |  |  |                  |
|                    |                              |  |                  |                            |  |  |  |  |  |  |  |                  |
|                    | Eleonora z Alburquerque      |  |                  |                            |  |  |  |  |  |  |  |                  |
|                    |                              |  |                  |                            |  |  |  |  |  |  |  |                  |
|                    |                              |  |                  | Beatrix z Alburquerque     |  |  |  |  |  |  |  |                  |
|                    |                              |  |                  |                            |  |  |  |  |  |  |  |                  |
|                    | Ferdinand II. Aragonský      |  |                  |                            |  |  |  |  |  |  |  |                  |
|                    |                              |  |                  |                            |  |  |  |  |  |  |  |                  |
|                    |                              |  |                  | Alfonso Enríquez           |  |  |  |  |  |  |  |                  |
|                    |                              |  |                  |                            |  |  |  |  |  |  |  |                  |
|                    | Fadrique Enríquez de Mendoza |  |                  |                            |  |  |  |  |  |  |  |                  |
|                    |                              |  |                  |                            |  |  |  |  |  |  |  |                  |
|                    |                              |  |                  | Juana de Mendoza           |  |  |  |  |  |  |  |                  |
|                    |                              |  |                  |                            |  |  |  |  |  |  |  |                  |
|                    | Juana Enríquez               |  |                  |                            |  |  |  |  |  |  |  |                  |
|                    |                              |  |                  |                            |  |  |  |  |  |  |  |                  |
|                    |                              |  |                  | Diego Fernández de Córdoba |  |  |  |  |  |  |  |                  |
|                    |                              |  |                  |                            |  |  |  |  |  |  |  |                  |
|                    | Mariana Fernández z Córdoby  |  |                  |                            |  |  |  |  |  |  |  |                  |
|                    |                              |  |                  |                            |  |  |  |  |  |  |  |                  |
|                    |                              |  |                  | Inés de Ayala y Toledo     |  |  |  |  |  |  |  |                  |
|                    |                              |  |                  |                            |  |  |  |  |  |  |  |                  |
| Kateřina Aragonská |                              |  |                  |                            |  |  |  |  |  |  |  |                  |
|                    |                              |  |                  |                            |  |  |  |  |  |  |  |                  |
|                    |                              |  | Jan I. Kastilský |                            |  |  |  |  |  |  |  |                  |
|                    |                              |  |                  |                            |  |  |  |  |  |  |  |                  |
|                    | Jindřich III. Kastilský      |  |                  |                            |  |  |  |  |  |  |  |                  |
|                    |                              |  |                  |                            |  |  |  |  |  |  |  |                  |
|                    |                              |  |                  | Eleonora Aragonská         |  |  |  |  |  |  |  |                  |
|                    |                              |  |                  |                            |  |  |  |  |  |  |  |                  |
|                    | Jan II. Kastilský            |  |                  |                            |  |  |  |  |  |  |  |                  |
|                    |                              |  |                  |                            |  |  |  |  |  |  |  |                  |
|                    |                              |  |                  | Jan z Gentu                |  |  |  |  |  |  |  |                  |
|                    |                              |  |                  |                            |  |  |  |  |  |  |  |                  |
|                    | Kateřina z Lancasteru        |  |                  |                            |  |  |  |  |  |  |  |                  |
|                    |                              |  |                  |                            |  |  |  |  |  |  |  |                  |
|                    |                              |  |                  | Konstancie Kastilská       |  |  |  |  |  |  |  |                  |
|                    |                              |  |                  |                            |  |  |  |  |  |  |  |                  |
|                    | Isabela I. Kastilská         |  |                  |                            |  |  |  |  |  |  |  |                  |
|                    |                              |  |                  |                            |  |  |  |  |  |  |  |                  |
|                    |                              |  |                  | Jan I. Portugalský         |  |  |  |  |  |  |  |                  |
|                    |                              |  |                  |                            |  |  |  |  |  |  |  |                  |
|                    | Jan Portugalský              |  |                  |                            |  |  |  |  |  |  |  |                  |
|                    |                              |  |                  |                            |  |  |  |  |  |  |  |                  |
|                    |                              |  |                  | Filipa z Lancasteru        |  |  |  |  |  |  |  |                  |
|                    |                              |  |                  |                            |  |  |  |  |  |  |  |                  |
|                    | Isabela Portugalská          |  |                  |                            |  |  |  |  |  |  |  |                  |
|                    |                              |  |                  |                            |  |  |  |  |  |  |  |                  |
|                    |                              |  |                  | Alfons I.                  |  |  |  |  |  |  |  |                  |
|                    |                              |  |                  |                            |  |  |  |  |  |  |  |                  |
|                    | Isabela z Braganzy           |  |                  |                            |  |  |  |  |  |  |  |                  |
|                    |                              |  |                  |                            |  |  |  |  |  |  |  |                  |
|                    |                              |  |                  | Beatriz Pereira de Alvim   |  |  |  |  |  |  |  |                  |
|                    |                              |  |                  |                            |  |  |  |  |  |  |  |                  |

## Kateřina Aragonská v literatuře
- HOLT Victoria, Panenská vdova, vydavatelství Baronet, 1. vydání, Praha 1997, ISBN 80-7214-013-2
- RIVAL Paul, Šest žen Jindřicha VIII., nakladatelství Motto, 1. vydání, Praha 2001, ISBN 80-7246-090-0
- FRASER Antonia, Šest žen Jindřicha VIII., vydavatelství Domino, 1. vydání, Ostrava 2005, ISBN 80-7303-257-0
- WEIR Alison, Šest žen Jindřicha VIII., vydavatelství Melantrich, 1. vydání, Praha 1999, ISBN 80-7023-285-4
- ERICKSON Carolly, Jindřich Veliký , vydavatelství Domino, 1. vydání, Ostrava 1999, ISBN 80-86128-41-5
- ERICKSON Carolly, Krvavá Marie, vydavatelství Domino, 1. vydání, Ostrava 2002, ISBN 80-7303-099-3
- ERICKSON Carolly, Anna Boleynová, vydavatelství Domino, 1. vydání, Ostrava 2002, ISBN 80-7303-194-9

## Kateřina Aragonská ve filmu
- Jindřich VIII. (orig. Henry VIII), Historický TV film, Spojené království, 2003, 250 min.
- Tudorovci – seriál – koprodukční, 2007
- Králova přízeň (The Other Boleyn Girl) – britský film (2008) podle románu, který napsala Philippa Gregory
- Španělská princezna (The Spanish Princess) – americký seriál (2019) na motivy knih Philippy Gregory

## Výstavy týkající se Kateřiny Aragonské
- Stálá dlouhodobá výstava v Hampton Court Palace u Londýna: Young Henry VIII's story. [19] [20]
- National Portrait Gallery, Londýn: Six Lives: The Stories of Henry VIII’s Queens, 2024.[21]